# Za co? (film)
Pentru ce? (în poloneză Za co?, în rusă За что?) este un film polonez și rus din 1995 regizat de Jerzy Kawalerowicz. Este bazat pe o povestire omonimă de Lev Tolstoi din 1906.

## Distribuție
- Magdalena Wójcik – Albina Jaczewska
- Artur Żmijewski – Józef Migurski
- Emilia Krakowska – Ludwika, niania Albiny
- Dorota Sadowska – Masza
- Stiepan Starczikow – Kozak Daniło Lifanow
- Anatolij Kuzniecow – komendant
- Henryk Talar – zesłaniec Brzozowski
- Dariusz Biskupski – zesłaniec Adam Rosołowski
- Stanisław Sparażyński – gość Jaczewskich
- Aleksander Łazariew
- Wania Titow
- Agnieszka Wagner